# Py Bäckman
Pour les articles homonymes, voir Backman.
Py Bäckman, nom d'artiste de Marie Elisabet Ulrika Bäckman (née le 5 juillet 1948 à Solna) est une auteure-compositrice-interprète suédoise.

## Carrière
Bäckman naît au château de Karlberg, à Solna, mais grandit à Iggesund, dans le Hälsingland, avec une mère célibataire ; elle ne connaîtra jamais son père. Elle commence sa carrière à neuf ans lorsqu'elle est découverte par une émission de radio en tournée dans laquelle elle est autorisée à chanter. Elle est alors appelée par Lennart Hyland et autorisée à venir à Stockholm où elle fait ses débuts à la télévision dans l'émission Stora famnen en 1957. Après cette performance télévisée, elle fait une tournée et interprète des chansons folkloriques. À l'adolescence, elle pense ces chansons idiotes et se tourne vers le rock.
En 1963-1964, elle fréquente le conservatoire théâtrale Borgarskolan à Stockholm sous la direction de Calle Flygare et Gösta Terserus.
En 1973, Bäckman commence une tournée avec le groupe de rock féminin NQB. À la fin des années 1970 et 1980, elle collabore avec Dan Hylander, alors son compagnon. Le couple partagea le groupe d'accompagnement Raj Montana Band, avec qui elle fait une percée grâce à l'album Sista preestellen. Après la séparation en 1988, elle continue en tant qu'artiste solo. Elle travaille alors avec des producteurs tels que Clarence Öfwerman (ancien membre du Raj Montana Band) et Mats Wester ainsi qu'avec Micke Wennborn, avec qui elle fut mariée.
En plus de sa carrière d'interprète, Bäckman est auteure-compositrice et collabore à ce titre avec plusieurs artistes. Elle écrit Stad i ljus avec lequel Tommy Körberg  remporte le Melodifestivalen en 1988 et sera la chanson représentant la Suède au Concours Eurovision de la chanson 1988.
En 1993, la collaboration avec Mats Wester commence lors de la création du groupe Nordman, Bäckman est impliquée dès le début en tant que parolière jusqu'en 1998, date à laquelle le groupe se sépare. Lors de la réunion de Nordman en 2005, elle refuse de poursuivre sa collaboration et est remplacée par Dan Attlerud. En 2010, elle revient en collaboration avec Nordman pour leur nouveau disque Korsväg.
En 1997, le groupe rock Garmarna se présente au Melodifestivalen avec En gång ska han gråta, une chanson signée par le duo de compositeurs de Nordman, Mats Wester (musique) et Py Bäckman (paroles), qui finit huitième.
Bäckman écrit les paroles de Gabriellas sång, avec la musique de Stefan Nilsson, aussi populaire que La Chorale du bonheur, film suédois réalisé par Kay Pollak, sorti en 2004, ainsi que de Koppången mis en musique par Per-Erik Moraeus. Elle traduit des comédies musicales telles que Chicago, Evita et Garbo The Musical.
En 2004, Bäckman écrit de nouveaux hymnes, un ajout au livre des Psaumes suédois, pour l'Église de Suède et l'éditeur Verbum.
Py Bäckman écrit la musique de la série télévisée För alla åldr, diffusée pour la première fois à l'automne 2009. Dans l'un des épisodes, Bäckman est actrice, dans le rôle d'une grand-mère.
Elle participe au Melodifestivalen 2010 avec Magisk stjärna, écrite avec Micke Wennborn. Elle interprète elle-même la chanson lors de l'émission 4, où elle termine à la huitième et dernière place.

## Discographie
Albums studio
- 1979 : Let it Ride
- 1980 : Hard Wind Blows
- 1983 : Sista föreställningen (avec Raj Montana Band)
- 1984 : Kvinna från Tellus (avec Raj Montana Band)
- 1986 : Narrarna dansar
- 1988 : Natt 1001
- 1991 : I rosornas tid
- 2006 : När mörkret faller
- 2010 : P20Y10

Singles
- 1972 : Tonårsänkan
- 197* : Vi behöver kärleken / Vi måste vara vänner
- 1981 : Fast Train's Running / For A loved One
- 1981 : Se dagen vakna / När änglarna dör
- 1983 : Ge Mej Liv / Vem är Vem
- 1983 : Jag Lever / Sista Föreställningen
- 1983 : Kristall / Belle De Jour
- 1984 : Svindlande Höjder / Till Prydnad
- 1986 : Camelot / Vem tröstar Lily
- 1986 : Con-Cordelia / You've lost that loving feeling
- 1986 : Fred Nu / Soldaterna
- 1987 : Framtiden / My Crime
- 1988 : Papa / Kung För Ett Gycklarhov
- 1988 : Du Är Vacker Johnny / Tysta Ljus
- 1988 : Speaking
- 1991 : Om Du Vill Leka / En bra Man
- 1991 : Om Du Vill Leka / Förlorat Paradis
- 1991 : När Blommorna Föll / Stenarna Fick liv
- 1992 : Långt Härifrån
- 1997 : Pandoras Ask/ Jag Lever
- 1997 : Änglarna Ropar I Mörkret
- 2006 : Oh Mamma
- 2006 : Kär I Kärlek
- 2006 : När Helvetet Blir Kallt
- 2009 : So Long Min Kära
- 2009 : Tids-sången